# 蜀之八仙
蜀之八仙即容成公、李耳、董仲舒、张道陵、庄君平、李八百、范长生、尔朱先生等八人，道教传说他们均在蜀中得道成仙。东晋谯秀的《蜀记》一书中称他们为“蜀之八仙”。